# Вашингтон Тауншип (округ Фаєтт, Пенсільванія)
Вашингтон Тауншип (англ. Washington Township) — селище (англ. township) в США, в окрузі Файєтт штату Пенсільванія. Населення — 3894 особи (2020).

## Демографія
Згідно з переписом 2010 року, у селищі мешкали 3902 особи в 1689 домогосподарствах у складі 1135 родин. Було 1837 помешкань
Расовий склад населення:
| - 96,7 % — білих - 1,4 % — чорних або афроамериканців - 0,2 % — корінних американців - 0,2 % — азіатів - 0,1 % — вихідців з тихоокеанських островів |

До двох чи більше рас належало 1,3 %. Частка іспаномовних становила 0,3 % від усіх жителів.
За віковим діапазоном населення розподілялося таким чином: 18,3 % — особи молодші 18 років, 57,1 % — особи у віці 18—64 років, 24,6 % — особи у віці 65 років та старші. Медіана віку мешканця становила 48,5 року. На 100 осіб жіночої статі у селищі припадало 93,1 чоловіків;  на 100 жінок у віці від 18 років та старших — 90,3 чоловіків також старших 18 років.
Середній дохід на одне домашнє господарство  становив 59 386 доларів США (медіана — 52 171), а середній дохід на одну сім'ю — 66 244 долари (медіана — 58 665). Медіана доходів становила 56 049 доларів для чоловіків та 42 344 долари для жінок. За межею бідності перебувало 9,9 % осіб, у тому числі 18,1 % дітей у віці до 18 років та 4,9 % осіб у віці 65 років та старших.
Цивільне працевлаштоване населення становило 1715 осіб. Основні галузі зайнятості: освіта, охорона здоров'я та соціальна допомога — 26,8 %, роздрібна торгівля — 25,6 %, виробництво — 21,2 %.